# Michael Leonard (Radsportler)
Michael Leonard (* 26. März 2004 in Oakville) ist ein kanadischer Radrennfahrer.

## Sportlicher Werdegang
Seinen sportlichen Werdegang begann Leonard im Triathlon. Da ihm das Radfahren am meisten zusagte, begann er sich darauf zu konzentrieren. 2021 wurde er Mitglied im Nachwuchsteam von Toronto Hustle und erzielte erste Erfolge in Amerika. Zur 2022 ging er nach Italien zum Team Franco Ballerini, weil er dort bessere Chancen sah, um auf sich aufmerksam zu machen. International blieb er ohne nennenswerte Ergebnisse, bei Rennen des nationalen Kalenders in Italien erzielte er jedoch mehrere Siege und weitere Podiumsplatzierungen.
Durch seine Erfolge kam er in Kontakt mit dem UCI WorldTeam Ineos Grenadiers, das ihn mit dem Wechsel in die U23 zur Saison 2023 direkt unter Vertrag nahm. Sein erster Erfolg war der Gewinn der nationalen U23-Meisterschaften 2023 im Einzelzeitfahren. 2024 erzielte er im Trikot der Nationalmannschaft einen Etappenerfolg bei der Tour de l’Avenir.

## Erfolge
2023
- Kanadischer Meister – Einzelzeitfahren (U23)

2024
- eine Etappe Tour de l’Avenir

2025
- Kanadischer Meister – Einzelzeitfahren